# 米爾頓 (北卡羅萊納州)
米爾頓（英語：Milton）是一個位於美國北卡羅萊納州卡斯韋爾縣的城鎮。

## 人口
根據2020年美國人口普查的數據，米爾頓的面積為1.01平方千米，皆為陸地。當地共有人口155人，而人口密度為每平方千米153人。